# Les Vaisseaux du temps
Les Vaisseaux du temps (titre original : The Time Ships) est un roman de Stephen Baxter paru en 1995. Ce roman est une suite de La Machine à explorer le temps de H. G. Wells.

## Résumé
Par une chance extraordinaire, la narration de ce second voyage est parvenue à Stephen Baxter, un siècle exactement après la parution en 1895, de La Machine à explorer le temps. On y retrouve des Morlocks qui disposent d'une civilisation technologique avancée. C'est aussi l'histoire de la découverte de mondes parallèles, solution aux paradoxes temporels.
Roman écrit dans le style de celui de La Machine à explorer le temps mais avec une intrigue et une maîtrise des paradoxes temporels différente du livre de H.G. Wells.